# Jan Böhmermann

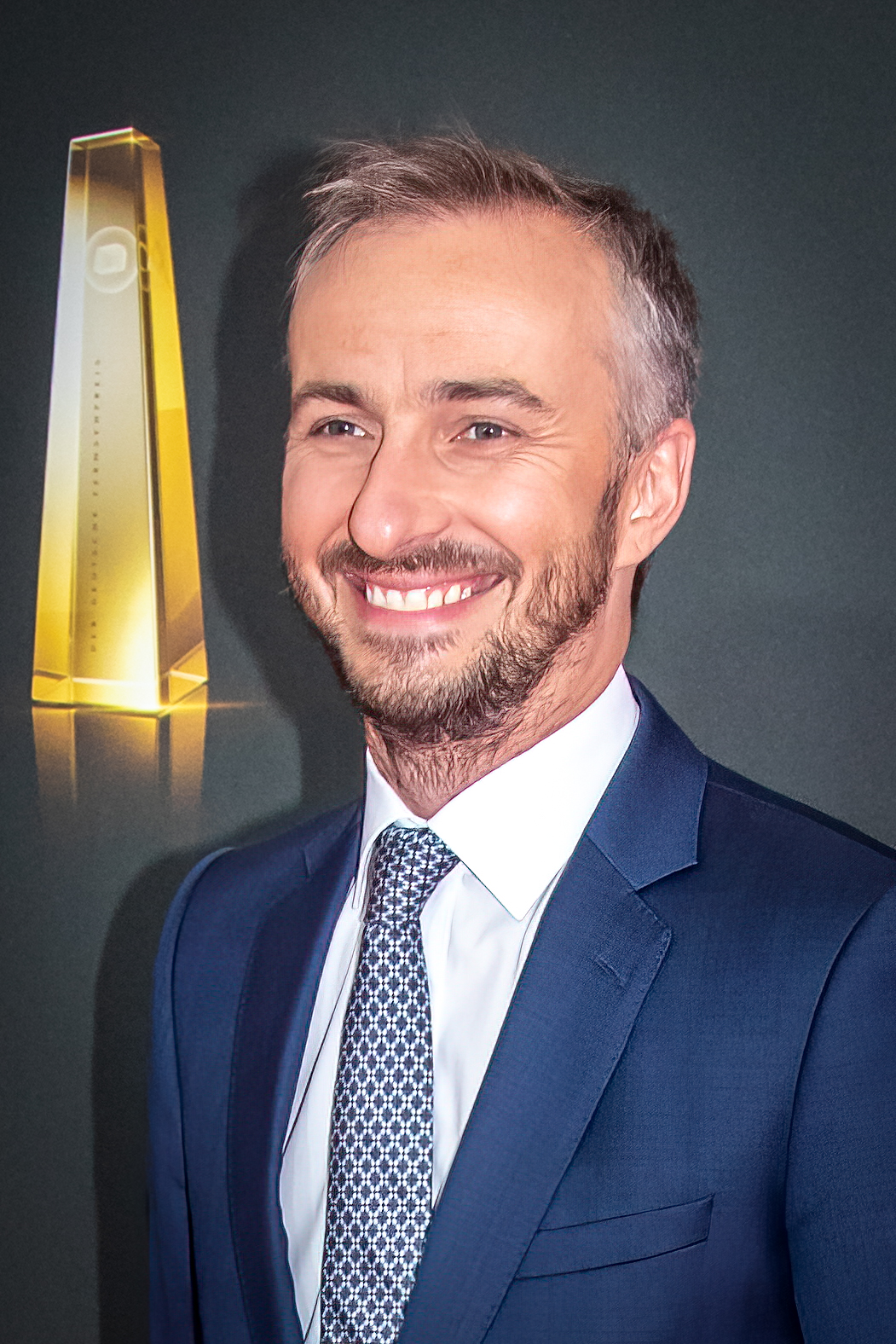
Böhmermann beim Deutschen Fernsehpreis 2021

Jan Böhmermann (* 23. Februar 1981 in Bremen) ist ein deutscher Entertainer, Satiriker, Fernseh-, Radio- und Podcast-Moderator, Musiker, Autor, Filmproduzent und Journalist. Er moderiert die Sendung ZDF Magazin Royale und den Podcast Fest & Flauschig. Internationale Bekanntheit erlangten sowohl die Böhmermann-Affäre als auch #Varoufake im Neo Magazin Royale.

## Leben und Werdegang
Jan Böhmermann wurde als Sohn eines Polizeibeamten im Bremer Stadtteil Gröpelingen geboren und wuchs im Stadtteil Vegesack auf. Das Abitur legte Böhmermann am Schulzentrum Bördestraße ab. Die Familie seiner Mutter, die zur deutschen Minderheit in Polen gehörte, wanderte Anfang der 1970er Jahre aus der Gegend von Danzig nach Deutschland aus. Der Vater starb an Leukämie, als Böhmermann siebzehn Jahre alt war. Über sein Privatleben hält sich Jan Böhmermann bedeckt. Er ist Vater mehrerer Kinder und lebt in Pulheim. Er war am Amtsgericht Köln als Schöffe tätig.

### Journalistische Anfänge
Erste journalistische Erfahrungen sammelte Böhmermann 1997 bei Die Norddeutsche, einer Lokalausgabe der Bremer Tageszeitungen. 1999 begann er als Moderator und Reporter bei Radio Bremen. Sein Studium an der Universität zu Köln in Geschichte, Soziologie sowie Theater-, Film- und Fernsehwissenschaften brach er ab.
Im Jahr 2004 wechselte er als Moderator zu 1 Live. Dort erfand er die Kolumne Lukas’ Tagebuch, eine Parodie auf den Kölner Fußballprofi Lukas Podolski. Podolski klagte dagegen ohne Erfolg. Zur Fußball-Europameisterschaft 2008 startete Böhmermann den Podcast Pod-Olski – Der EM-Podcast von Lukas, der es an die Spitze der iTunes-Podcast-Charts schaffte. In der Nachfolgeserie Lukas’ WG verlegte Böhmermann seine Hauptfigur in eine Wohngemeinschaft mit dem Maskottchen des 1. FC Köln, Geißbock Hennes.
Ab April 2007 sendete das WDR Fernsehen Böhmermanns sechsteilige Comedy-Show echt Böhmermann. Im Januar 2009 gründete Böhmermann im Rahmen einer satirischen Aktion für die RTL-Sendung TV-Helden den „Ersten Türkischen Karnevalsverein Deutschlands (1. TKVD)“. Die Sendung TV-Helden wurde mit dem Deutschen Fernsehpreis 2009 in der Kategorie „Beste Comedysendung“ ausgezeichnet. Im selben Jahr erschien Böhmermanns erstes Buch mit dem Titel Alles, alles über Deutschland – Halbwissen kompakt. Ab 2009 war Böhmermann Mitglied im Ensemble der Sendung von Harald Schmidt im ersten Programm der ARD. Dort gab er sich gegenüber der ProSiebenSat.1-Nachrichtenredaktion als an Schweinegrippe erkrankter Patient aus. Bis 2011 lief im Rundfunksender 1 Live monatlich die Satire- und Unterhaltungssendung Die ganz große Jan Böhmermann Radioschau.
Im Jahr 2010 stieß Böhmermann zur Lateline und schrieb für die Jugendausgabe der Süddeutschen Zeitung die Kolumne Gott fragt, Böhmermann antwortet. Bis April 2011 moderierte er auf 1 Live zusammen mit Simon Beeck Beeck & Böhmermann.
Ab Januar 2011 war Böhmermann einige Wochen mit Klaas Heufer-Umlauf mit der satirischen Improvisationskabarettshow Zwei alte Hasen erzählen von früher in Deutschland auf Tour. Mit Heufer-Umlauf moderierte Böhmermann von November 2011 bis September 2012 auf Radio Eins unter dem gleichen Titel eine zweiwöchentliche Sendung. Seit Heufer-Umlaufs Abschied moderierte er die Sendung mit Liedermacher Olli Schulz. Zunächst unter dem neuen Titel Joko und Klaas mit Olli und Jan, dann unter dem Titel Sanft & Sorgfältig. Ab März 2013 gingen Schulz und Böhmermann wöchentlich auf Sendung. Seit Mai 2014 wurde Sanft & Sorgfältig sonntags neben Radio Eins von fünf weiteren Radiostationen ausgestrahlt (Bremen Vier, Dasding, N-Joy, Puls und You FM). Im April 2016 verkündete Böhmermann, die Sendung nicht weiterzuführen. Einen Zusammenhang mit der Affäre Böhmermann-Erdogan wies er zurück.

### Fernsehkarriere
Ab September 2011 bis zur Absetzung der Sendung war Böhmermann im Team der Harald Schmidt Show auf Sat.1. 2019 sagte Harald Schmidt über Böhmermann: „Ich wusste schon früh, dass es Böhmermann als Moderator nie schaffen würde. Aber dass er es als Krawallschachtel sehr weit bringen würde, wusste ich auch.“

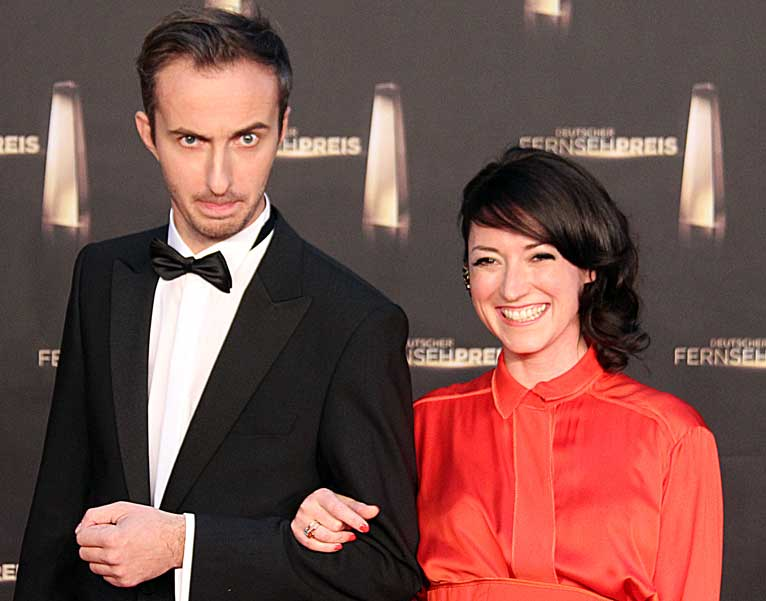
Böhmermann und Charlotte Roche beim Deutschen Fernsehpreis 2012

Die Talkshow Roche & Böhmermann – gemeinsam mit Charlotte Roche – wurde erstmals am 4. März 2012 auf ZDFkultur ausgestrahlt. Nach zwei Staffeln wurde die letzte Ausgabe im Oktober 2012 gezeigt. Im Januar 2013 gab das ZDF bekannt, dass es aufgrund von Uneinigkeiten zwischen den Beteiligten keine Fortsetzung der Sendung geben werde.
Im November und Dezember 2012 ging er mit der Lateline auf Tour durch die Städte Bremen, Frankfurt, Baden-Baden, Magdeburg und Hannover. Die Sendungen wurden live in EinsPlus übertragen. Ab April 2013 lief eine zweite Staffel mit sieben Sendungen live aus dem Weserhaus in Bremen. Eine dritte Staffel mit fünf weiteren Sendungen wurde ab November 2013 ausgestrahlt. Für das Filmprojekt 16 × Deutschland drehte er einen Dokumentarfilm über das Bremer Antikolonialdenkmal.
Zusammen mit Klaas Heufer-Umlauf nahm Böhmermann das Hörspiel Förderschulklassenfahrt auf, das 2014 mit dem Titel Förderschulklassenfahrt 2 – Fünf Feinde und der Proletenhund fortgesetzt wurde.
Im Oktober 2013 strahlte Das Erste die Sendung 16 × Deutschland aus, in dessen Rahmen jedes deutsche Bundesland in 15-minütigen Beiträgen vorgestellt wurde. Der Schwerpunkt wurde den Autoren überlassen. Böhmermann widmete sich seiner Heimatstadt Bremen. Mit seiner dokumentarisch wirkenden Satire wurden „Publikum und Mitwirkende verschaukelt“, wie der Mediendienst Kressreport kritisierte. Ein von Böhmermann interviewter Museumsexperte sei über die satirischen Absichten getäuscht worden, und einem Rathaus-Pförtner habe das Filmteam ohne Absprache eine Schimpfkanonade in den Mund gelegt. Völlig erfunden habe Böhmermann zwei angeblich die Dreharbeiten behindernde Polizisten und einen angeblichen Professor, ohne dass dies für die Zuschauer erkennbar gewesen sei. Der verantwortliche Sender Radio Bremen verteidigte Böhmermanns Film als Mockumentary, die „die Mittel der Dokumentation gnadenlos nutzt und überzeichnet“.
Von Oktober 2013 bis Dezember 2019 moderierte er die politisch-satirische Late-Night-Show Neo Magazin auf ZDFneo. Sie wurde, wie auch schon Roche & Böhmermann, von der bildundtonfabrik produziert. Das ZDF zeigt seit Februar 2015 freitagnachts eine Wiederholung der Sendung, die seitdem den Namenszusatz Royale trägt.

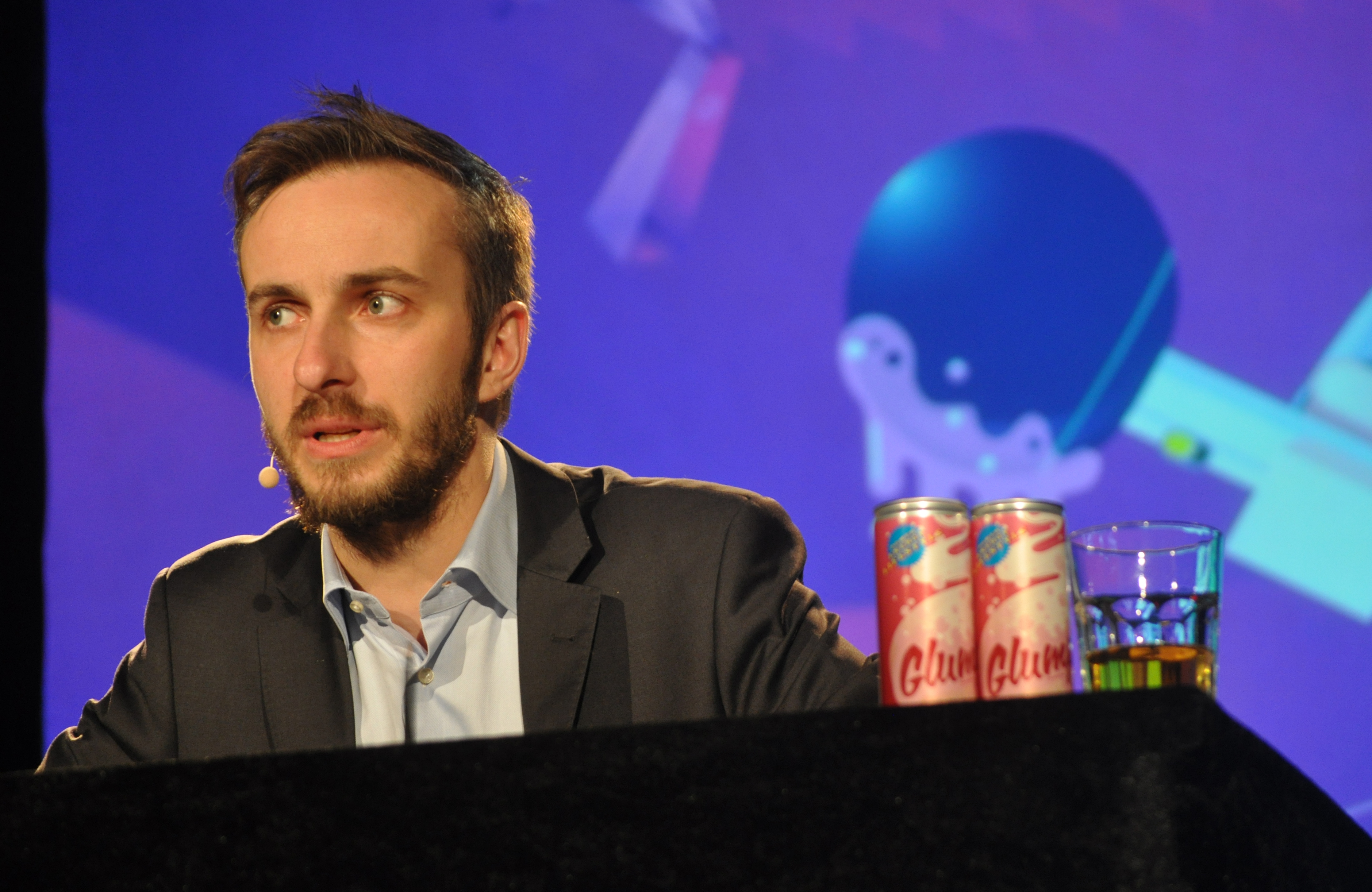
Böhmermann mit seinem Programm Schlimmer als Jan Böhmermann in Rostock 2014

Ab März 2014 ging Böhmermann mit seinem Bühnenprogramm Schlimmer als Jan Böhmermann in Deutschland auf Tour, in dem er Witze und Einspieler aus seinen bisherigen Sendungen und Veröffentlichungen konserviert.
Im Februar 2014 gab der Fernsehsender RTL bekannt, bald eine neue Comedy-Sendung mit Böhmermann zu testen. Zum Team der Sendung unter dem Titel Was wäre wenn? gehören neben Böhmermann Palina Rojinski, Katrin Bauerfeind und Jan Köppen. Der Pilotfilm entstand bereits 2012, die ersten vier Folgen wurden im März 2014 in den nobeo-Studios in Hürth aufgezeichnet. Die erste Folge wurde am 28. August 2014 auf RTL ausgestrahlt. Die Serie wurde in der Kategorie Comedy für den Deutschen Fernsehpreis 2014 nominiert.
Böhmermann war Autor der Sendung Die unwahrscheinlichen Ereignisse im Leben von …, die wie seine eigene Sendung von der bildundtonfabrik produziert wurde. In der Sendung wird ein prominenter Gast mit Sketchen und Liveauftritten vorgestellt. Am 20. Juli 2014 lief die erste Folge im WDR mit dem Gast Frank Elstner.
Im August 2015 kündigten Böhmermann und Olli Schulz im Neo Magazin Royale an, ab 2016 eine Neuauflage von Roche & Böhmermann namens Schulz & Böhmermann zu produzieren. Die Sendungen wurden ab dem 10. Januar 2016 bei ZDFneo ausgestrahlt. Die Texte zur Vorstellung der geladenen Gäste verfasste und sprach Sibylle Berg. Im Jahr 2017 folgten zehn weitere Folgen, Ende des Jahres wurde Schulz & Böhmermann jedoch aufgrund zu niedriger Zuschauerzahlen eingestellt.
Seit 15. Mai 2016 moderieren Schulz und Böhmermann gemeinsam den Podcast Fest & Flauschig als Nachfolge ihrer ehemaligen Sendung Sanft & Sorgfältig auf Radio Eins. Er wird für Spotify produziert und erschien bis Anfang 2020 wöchentlich. Nachdem 2020 der Podcast auf zweimal wöchentlich erweitert wurde, kündigten Böhmermann und Schulz in der Folge vom 18. März 2020 an, aufgrund der COVID-19-Pandemie auf unbestimmte Zeit täglich, d. h. von Dienstag bis Freitag und zusätzlich zu ihrem regulären Sonntagspodcast, einen kürzeren Fest und Flauschig: Zuhause Podcast zu veröffentlichen. Diese Sondersendungen wurden vom 26. März bis zum 24. April im wochentäglichen Format gesendet. 2018 war er der weltweit meistgestreamte Spotify-Podcast.
Am 24. April 2017 war Böhmermann als erster deutscher Comedian zu Gast in der US-Talkshow Late Night.
Böhmermann setzte sich in etlichen Sendungen für das Wohl von Flüchtlingen ein und kritisierte wiederholt die europäische Flüchtlingspolitik. Besonders die Verbote, Kriminalisierungversuche und drohende strafrechtliche Verfolgung privater Seenotrettungsdienste sind ihm zuwider. Im Falle der Verhaftung des deutschen Kapitäns Claus-Peter Reisch und der Beschlagnahmung des Seenot-Rettungsschiffs Lifeline im Juli 2018 in Malta startete Böhmermann eine Spendenkampagne und sammelte rund 200.000 Euro zu Gunsten eines Rechtshilfefonds. Auch anlässlich der Verhaftung der deutschen Seenotrettungskapitänin Carola Rackete in Italien Ende Juni 2019 rief Böhmermann zusammen mit dem Moderator Klaas Heufer-Umlauf zu Spenden für sie und den Verein Sea-Watch auf. Innerhalb weniger Tage kam fast eine Million Euro zusammen.
Am 29. August 2019 gab Böhmermann in einer satirischen Sendung bekannt, SPD-Parteivorsitzender werden zu wollen. Einen Monat später trat er der Partei bei.
In der letzten Sendung des Neo Magazin Royale am 14. Dezember 2019 kündigte Böhmermann an, ab Oktober 2020 in einer Sendung im ZDF-Hauptprogramm aufzutreten. Am 26. Juni 2020 wurde bekannt, dass Böhmermann und die ZDF-Tochter Gruppe 5 Filmproduktion eine eigene Produktionsfirma mit dem Namen Unterhaltungsfernsehen Ehrenfeld (Ufe) gegründet haben, die die neue Show produzieren soll. Diese trägt den nur leicht abgewandelten Titel ZDF Magazin Royale und läuft seit dem 6. November 2020 wöchentlich im ZDF.
Im September 2020 erschien Böhmermanns Buch Gefolgt von niemandem, dem du folgst. Es enthält eine Auswahl seiner seit 2009 verfassten 25.800 Tweets auf Twitter. Vor Erscheinen des Buchs löschte Böhmermann alle seine bisherigen Tweets.
Ab dem 24. Juli 2021 lief eine sechsteilige Kochshow mit Böhmermann und prominenten Gästen unter dem Titel „Böhmi brutzelt“ auf ZDFneo.
Anfang 2022 gründete Böhmermann gemeinsam mit Hanna Herbst (Redaktionsleiterin ZDF Magazin Royale) und Robin Droemer (ehemals Deutschlandfunk Kultur) als gleichberechtigte Gesellschafter die Produktionsfirma TRZ Media. TRZ Media produziert nach eigenen Angaben Hörspiele, Features und Podcasts mit Fokus auf narrative Serienformate für den deutschen und internationalen Markt, sowohl mit öffentlich-rechtlichen Partnern als auch privaten Medienunternehmen.
Im November 2022 wurde bekannt, dass Böhmermann seinen Vertrag mit dem ZDF bis Ende 2025 verlängert hat. Die Zeitung Welt am Sonntag berichtete daraufhin von einer damit verbundenen, jährlichen Vergütung von 651.000 Euro, die bis 2025 auf 713.000 EURO, jeweils plus Mehrwertsteuer, steigen soll, was verschiedene Medien im Zuge finanzieller Intransparenz beim ZDF und der Höhe der Rundfunkbeiträge aufgriffen. Zudem geben weder Böhmermann noch das ZDF bekannt, welche Beträge der Sender der im Jahr 2020 gegründeten Produktionsfirma Unterhaltungsfernsehen Ehrenfeld UE GmbH zusätzlich überweist, welche die Show im Auftrag des ZDF produziert.
Anfang 2025 ging Böhmermann zusammen mit dem Rundfunk-Tanzorchester Ehrenfeld mit seiner Bühnenshow Eisern Ehrenfeld auf Tour. Dabei handelte es sich um ein konzertantes Format, in dessen Rahmen Böhmermann mit Liedern aus seinen bisherigen Fernsehshows politisch Stellung – überwiegend gegen Rechtsextremismus – bezog. Begleitet wurde Böhmermann dabei von Gästen wie unter anderem Dendemann, Giovanni Zarrella und Wolfgang Niedecken.

## Kontroversen

### Urheberrechtliche Auseinandersetzung zu Foto von den Ausschreitungen in Rostock-Lichtenhagen 2014
Im August 2014 twitterte Böhmermann eine bekannte Aufnahme des Fotografen Martin Langer von den Ausschreitungen in Rostock-Lichtenhagen aus dem Jahr 1992 ohne dessen Genehmigung und wurde deshalb von Langer abgemahnt. Das Bild zeigt den Arbeitslosen Harald Ewert, bekleidet im Trikot der deutschen Fußballnationalmannschaft mit schwarz-rot-goldenen Applikationen sowie einer augenscheinlich urinbefleckten Jogginghose, der die rechte Hand zum Hitlergruß erhebt. Böhmermann machte die Abmahnung öffentlich und kritisierte die urheberrechtliche Situation und die damit verbundene Abmahnpraxis, insbesondere im Hinblick auf Social-Media-Posts. Im Nachgang veröffentlichte auch Kai Diekmann den Umstand einer Abmahnung wegen der Verwendung des Fotos. Langer berichtete über erhebliche persönliche Anfeindungen infolge der Veröffentlichung seines Namens und fühlte sich zu Unrecht für rechtskonformes Verhalten an den Pranger gestellt. Böhmermann wurde verschiedentlich medial für sein Verhalten im Hinblick auf die Person Langers kritisiert.

### #Varoufake (2015)
Im März 2015 löste Böhmermann durch einen satirischen Beitrag eine öffentliche, teils politische Kontroverse aus, als er behauptete, ein von Günther Jauch als echt präsentiertes Video, auf dem der damalige griechische Finanzminister Yanis Varoufakis den Stinkefinger zeigt, sei von Böhmermann manipuliert worden. Für die #Varoufake genannte Aktion wurde Böhmermann 2016 mit dem Grimme-Preis in der Kategorie Unterhaltung/Spezial – Innovation ausgezeichnet.

### Böhmermann-Affäre um Recep Tayyip Erdoğan
Am 31. März 2016 thematisierte Böhmermann in seiner satirischen Late-Night-Show Neo Magazin Royale die Grenzen von Satire und trug ein Gedicht über den türkischen Präsidenten Erdoğan vor, das er mit dem Titel „Schmähkritik“ versah. Das Gedicht beinhaltet verschiedene sexuell konnotierte Schmähungen und andere Behauptungen. Böhmermann distanzierte sich dabei ausdrücklich mehrfach von dem vorgetragenen Text und wies darauf hin, damit ausschließlich veranschaulichen zu wollen, wann Spott die Grenze der Satirefreiheit in Deutschland überschreite und strafbar sein könnte. Das Gedicht war Anlass sowohl strafrechtlicher als auch zivilrechtlicher Gerichtsverfahren, dabei insbesondere ein Ermittlungsverfahren der Staatsanwaltschaft Mainz gegen Böhmermann aufgrund des Verdachts der Beleidigung von Organen und Vertretern ausländischer Staaten nach § 103 des Strafgesetzbuches, welches ein großes Medienecho erfuhr. Voraussetzung für das Ermittlungsverfahren war eine Ermächtigung der Bundesregierung. Sowohl diese Ermächtigung als auch das Gesetz an sich, das als nicht mehr zeitgemäß beurteilt wurde, wurden medial diskutiert, was letztlich dazu führte, dass der Paragraf 103 zum Beginn des Jahres 2018 abgeschafft wurde. Im Mai 2018 verklagte Böhmermann die Bundesrepublik, weil die Bundeskanzlerin Angela Merkel und ihr Sprecher im Jahr 2016 gesagt hatten, sein Gedicht sei „bewusst verletzend“ gewesen. Im April 2019 wies das Verwaltungsgericht Berlin die Klage ab. Die Äußerung der Kanzlerin sei nicht rechtswidrig und müsse nicht von der Internetseite der Bundesregierung entfernt werden. Eine Verfassungsbeschwerde gegen die zivilrechtlichen Urteile, die das Gedicht verboten hatten, wurde nicht zur Entscheidung angenommen.

### Gegen Judenhassvon Oliver Polak (2018)
Am 25. Oktober 2018 begann eine mediale Kontroverse über eine anonymisierte Person in dem Buch Gegen Judenhass von Oliver Polak. Polak schrieb von einem „Fernsehmoderator“, der gemeinsam mit anderen während eines komödiantischen Bühnenauftritts antisemitische Stereotype wie Ekel vor der körperlichen Berührung jüdischer Menschen zum Ausdruck brachte. Damit war Böhmermann gemeint. Dieser erklärte ebenso wie Serdar Somuncu, die Buchstelle habe auf einen Roast angespielt, den beide acht Jahre zuvor gemeinsam mit Polak ausgearbeitet und geprobt hatten; dabei sei es um eine humoristische Antwort auf Thilo Sarrazins Buch Deutschland schafft sich ab gegangen.

### Aussagen über Österreicher 2019
In der am 6. Mai 2019 ausgestrahlten ORF-Sendung Kulturmontag beantwortete Böhmermann die Frage, wie er zu Thomas Bernhards Aussage stehe, wonach die Österreicher als „6,5 Millionen Debile und Tobsüchtige“ nach einer Führerfigur riefen, diese Zahl habe sich (entsprechend der heutigen Einwohnerzahl) auf „8 Millionen Debile“ erhöht. Zudem sagte er, dass in Österreich ein erst 32-jähriger „Versicherungsvertreter Bundeskanzler“ sei. Abschließend rief er zu europäischer Einigkeit und zu Solidarität mit dem durch die damalige Regierungspartei FPÖ jüngst stark kritisierten Nachrichtenjournalisten Armin Wolf auf. Die ORF-Redaktion distanzierte sich umgehend von den provokanten Aussagen Böhmermanns, was prominente österreichische Autoren in einer gemeinsamen Erklärung als journalistische „Selbstzensur“ kritisierten.

### Ibiza-Affäre
Im Zuge der Ibiza-Affäre im Mai 2019, die zum Sturz des österreichischen Vizekanzlers Heinz-Christian Strache sowie zum Bruch der Regierungskoalition und Ankündigung von Neuwahlen führte, kamen Spekulationen auf, dass Böhmermann hinter den Videoaufnahmen stecken könnte, da er bereits vor deren Bekanntwerden öffentlich bei einer Romy-Gala auf ihren Inhalt angespielt hatte. Ein Sprecher Böhmermanns sowie das ZDF dementierten dies und erklärten, dass Böhmermann das Video allerdings vorab bekannt gewesen sei. Der Produzent des Videos, Julian Hessenthaler, sagte in einem Interview mit Tilo Jung im April 2023, er habe Böhmermann das Video angeboten, dieser habe abgelehnt. Böhmermann habe dabei eine Verschwiegenheitsgarantie abgegeben, die er durch seinen Auftritt bei der Romy-Gala gebrochen habe. Nach den Anspielungen von Böhmermann sei die Lage für die Drahtzieher außer Kontrolle geraten und Hessenthaler daraufhin aus Österreich geflüchtet. Hessenthaler kritisierte das Verhalten Böhmermanns, in der Öffentlichkeit mit dem Gerücht einer eigenen Urheberschaft des Videos zu kokettieren, als "fragwürdig". Auch der Journalist Jean Peters, der seinerzeit für die Redaktion des Neo Magazin Royale tätig war und das Treffen zwischen Hessenthaler und Böhmermann organisiert hatte, gab an, dass die Vertraulichkeit während des Treffens explizit angesprochen worden sei und er selbst auch eine entsprechende Vereinbarung unterzeichnet habe. Böhmermann legte allerdings Wert auf die Feststellung, dass er persönlich keine Vertraulichkeit zugesagt und er auch keine entsprechende Vereinbarung unterzeichnet habe. Medienrechtlich wirkte er auf eine entsprechende Ergänzung der diesbezüglichen Berichterstattung hin. Böhmermanns Argumentation wurde dahingehend kritisiert, dass der journalistische Quellenschutz aus ethischer Sicht auch ohne bindende juristische Vereinbarung eine Veröffentlichung von brisanten Inhalten verbiete, die den Schutz der Quelle gefährden könnten bzw. wenn die Quelle einer Veröffentlichung nicht zugestimmt habe.

### BSI-Affäre
In der – nicht mehr in der ZDFmediathek abrufbaren – ZDF-Magazin-Royale-Sendung vom 7. Oktober 2022 bezichtigte Böhmermann den Präsidenten des Bundesamtes für Sicherheit in der Informationstechnik (BSI), Arne Schönbohm, wegen dessen Gründungsbeteiligung am angeblich vom russischen Nachrichtendienst beeinflussten Verein Cybersicherheitsrat Deutschland e. V. der Nähe zum russischen Nachrichtendienst. Die Gründung dieses Vereines erfolgte im Jahr 2012. Anfänglich war Schönbohm Vorstandsmitglied im Cybersicherheitsrat Deutschland e. V. Dabei verschwieg Böhmermann, dass der Beitritt der die Vorwürfe auslösenden russischen Firma zum Cybersicherheitsrat Deutschland e. V. erst im Jahr 2020 erfolgte, zu einem Zeitpunkt als Schönbohm seit vier Jahren nicht mehr Vorstandsmitglied war. Zudem rief Böhmermann dazu auf, für den BSI-Chef in den sozialen Netzwerken den Hashtag „#Cyberclown“ zu verwenden; er verwies auf eine Website, auf der Schönbohm mit Pappnase und Perücke dargestellt war. Er stellte die Frage: „Großer Cybissimo Arne Schönbobo, Chef unserer deutschen Cyber-Sicherheit, Chef vom BSI – hat dein seltsamer Lobbyverein gemeinsame Sache gemacht mit russischen Nachrichtendiensten?“
Weiterhin wurde Schönbohm als „Floppy, der Disketten-Clown“ und „Cyberclown“ bezeichnet. Nach diesen Vorwürfen enthob Bundesinnenministerin Nancy Faeser Schönbohm seiner Leitungsposition und versetzte ihn mit Wirkung vom 1. Januar 2023 an die Bundesakademie für öffentliche Verwaltung. Schönbohm wehrte sich erfolgreich durch Beantragung der Eröffnung eines Disziplinarverfahrens gegen ihn selber. Zugleich betrieb er ein Verfahren – 15 K 4797/23 – bei dem Verwaltungsgericht Köln; überdies verklagte er das ZDF wegen der von Böhmermann verbreiteten Vorwürfe auf Unterlassung und Schadenersatz in Höhe von 100.000 € beim Landgericht München.
Am 19. Dezember 2024 verbot das Landgericht München I - 26 O 12612/23 - dem ZDF die Verbreitung und Behauptung von vier konkreten Äußerungen, die im ZDF Magazin Royale getätigt wurden. Die Geltendmachung Böhmermanns der Satirefreiheit als Ausprägung der künstlerischen Freiheit gem. Art. 5 Abs. 3 Satz 1 Grundgesetz verwarf das Gericht. Schönbohm sei in seinem allgemeinen Persönlichkeitsrecht verletzt worden. Insbesondere zwei der angegriffenen Äußerungen stellten sich in Gesamtschau als Tatsachenbehauptungen des Inhalts dar, Schönbohm unterhalte bewusst Kontakt mit Nachrichtendiensten aus Russland. Der Bedeutungsgehalt der Aussage ergebe sich nicht nur aus dem Wortlaut, sondern auch aus den Begleitumständen. Auch satirische Äußerungen müssen sich an den Maßstäben der Meinungsfreiheit messen lassen, wenn es um den Tatsachenkern der Aussage gehe. Grundsätzlich sei rechtsgüterabwägend ein großzügiger Maßstab anzulegen, der seine Grenze jedoch dort finde, wo sich die Äußerung als eine unwahre, das Persönlichkeitsrecht verletzende Tatsachenbehauptung darstelle. Bei vier von insgesamt fünf angegriffenen Äußerungen sei diese Grenze überschritten und der Anspruch Schönbohms daher begründet. Den geltend gemachten Schadensersatzanspruch wies es jedoch als unbegründet zurück. Schönbohm kommentierte die Rechtfertigungsversuche Böhmermanns auf der Nachrichtenplattform Mastodon „Die Schadensersatzansprüche des Klägers wurden zurückgewiesen. Der Kläger trägt den Großteil der Prozesskosten. Das Urteil ist nicht rechtskräftig. Alles andere ist Schaum bzw. Quatsch bzw. Clickbait.“ mit den Worten „Im Mittelalter gab es einen Pranger, heute gibt es Jan Böhmermann. Das vernichtet Menschen. Und das von unseren öffentlich-rechtlichen Gebühren. Der Unterschied ist, er hat Spaß daran. Seine Reaktion zum Urteil spricht für sich.“
Am 21. Januar 2025 wurde bekannt, dass das ZDF Berufung gegen das Urteil des Landgerichts München I eingelegt hat.

### Rechtsstreit mit Meißener Imker zu „Beewashing“
In der Ausgabe vom 3. November 2023 zeigte Böhmermann den Internetauftritt eines Imkers aus Meißen und warf diesem „Beewashing“ – ein Wortspiel aus Greenwashing und dem englischen Begriff für Biene – vor. Der Imker konterte das mit einem Plakat, welches ein Bild Böhmermanns aus dessen Sendung mit dem Begleittext „Führender Bienen- und Käferexperte empfiehlt: Beewashing-Honey“ enthielt. Anschließend entspann sich ein Rechtsstreit um die persönlichkeitsrechtliche Zulässigkeit der Nutzung des Bildes zwischen Böhmermann und dem Imker. Böhmermann unterlag vor dem Landgericht Dresden und in der Berufung vor dem Oberlandesgericht Dresden, das in seinem Urteil die Werbeaktion des Imkers mittlerweile als „Ereignis der Zeitgeschichte“ mit satirischen Charakter einstufte. Es diene auch der Befriedigung eines Informationsbedürfnisses und sei deshalb zulässig. Im Dezember 2024 teilte der Imker mit, dass er die letzten 600 Gläser des „Beewashing“-Honigs von 3000 insgesamt produzierten Gläsern auf dem Dresdner Weihnachtsmarkt veräußere; für die kommende Saison kündigte er nunmehr den Vertrieb von „Bienenmann-Honig“ an. Unter Berücksichtigung der als unbegründet zurückgewiesenen Anträge im einstweiligen Rechtsschutzverfahren sah Böhmermann von einer Klage in der Hauptsache ab.

## Werke

### Radiomoderationen
- 1999–2004: Radio Bremen
- 2004:–0000 hr3-Morningshow
- 2009–2011: Die ganz große Jan Böhmermann Radioschau (1 Live vom WDR)
- 2010–2011: Beeck & Böhmermann (1 Live) zusammen mit Simon Beeck
- 2010–2013: Lateline (Bremen Vier, Dasding vom SWR, MDR Sputnik, N-Joy vom NDR, You FM vom hr)
- 2011–2012: Zwei alte Hasen erzählen von früher (Radio Eins vom RBB) zusammen mit Klaas Heufer-Umlauf
- 2012:–0000 Joko und Klaas mit Olli und Jan (Radio Eins) zusammen mit Olli Schulz
- 2012–2016: Sanft & Sorgfältig (Radio Eins, N-Joy, Bremen Vier, Puls vom BR, You FM, Dasding)[130] zusammen mit Olli Schulz
- 2023–2025: Eurovision Song Contest (FM4 vom ORF) zusammen mit Olli Schulz[131]

### Podcast
- 2012–2016: Sanft & Sorgfältig (radioeins)[132] – zusammen mit Olli Schulz (war hauptsächlich eine Radiosendung von „radioeins“)
- seit 2016:0. Fest & Flauschig (Spotify) – zusammen mit Olli Schulz

### TV-Moderationen
- 2006:–0000 Für heute – Danke!, WDR Fernsehen
- 2007:–0000 echt Böhmermann, WDR Fernsehen
- 2009:–0000 TV-Helden, RTL – zusammen mit Caroline Korneli und Pierre M. Krause
- 2012:–0000 Roche & Böhmermann, ZDFkultur – zusammen mit Charlotte Roche
- 2012–2013: Lateline, EinsPlus
- 2013–2014: Neo Magazin, ZDFneo
- 2014:–0000 Was wäre wenn?, RTL – zusammen mit Katrin Bauerfeind, Palina Rojinski und Jan Köppen
- 2015–2019: Neo Magazin Royale, ZDF und ZDFneo
- 2016–2017: Schulz & Böhmermann, ZDFneo – zusammen mit Olli Schulz
- seit 2018:0. Lass dich überwachen! Die Prism is a Dancer Show, ZDF
- seit 2020:0. ZDF Magazin Royale, ZDF
- seit 2021:0. Böhmi brutzelt, ZDFneo

### Veröffentlichungen

#### Ich hab Polizei
Der satirische Rapsong Ich hab Polizei, den er samt Musikvideo am 26. November 2015 im Rahmen des Neo Magazin Royale mit Score Squad produzierte und unter dem Künstlernamen POL1Z1STENS0HN veröffentlichte, fand in den Medien ein breites Echo und wurde kontrovers diskutiert. Das Lied stand in der ersten Woche auf Platz sechs des Download-Rankings von GfK Entertainment. In den deutschen Singlecharts stieg es am 4. Dezember auf Platz 10 ein.
Anfang 2018 folgte die Veröffentlichung des ebenfalls satirischen Rapsongs RECHT KOMMT (K.O. in KA), bei dem die fiktive Künstlerin Justice, in Anlehnung an Justitia, einen Gastauftritt hat. Das Lied ist als Fortführung des Alter Ego von Böhmermann zu sehen. In dem Lied wird die Staatsgewalt der Judikative thematisiert.

#### Bücher
- Alles, alles über Deutschland. Halbwissen kompakt. 3. Auflage. Kiepenheuer & Witsch, Köln 2016, ISBN 978-3-462-04849-0.
- Gefolgt von niemandem, dem du folgst: Twitter-Tagebuch. 2009–2020. Kiepenheuer & Witsch, Köln 2020, ISBN 978-3-462-00058-0.

#### Hörbücher
- Da Original Shaggä – Biddebaba. Audio-CD. G+H Hamburg 2005
- Jan Böhmermann: Lukas’ Tagebuch live das Original aus dem Radio – nur lustiger. Live-Mitschnitt aus dem Gloria-Theater, Köln, vom 23. April 2009. Roof Music, Bochum 2009, ISBN 978-3-941168-15-2.
- Jan Böhmermann: Jan Böhmermann liest Alles, alles über Deutschland. Roof Music, Bochum 2009, ISBN 978-3-941168-06-0 (vom Autor gekürzte und gelesene Hörbuchfassung).
- Jan Böhmermann, Klaas Heufer-Umlauf (Hrsg.): Förderschulklassenfahrt das pädagogisch wertvolle Eventhörspiel. für coole Boys & Girls! Roof Music, Bochum 2013, ISBN 978-3-86484-029-6.
- Jan Böhmermann, Klaas Heufer-Umlauf (Hrsg.): Förderschulklassenfahrt. 2. Fünf Feinde und der Proletenhund. Mit 20 % mehr Witzen! Roof Music, Bochum 2014, ISBN 978-3-86484-075-3.

#### Singles
- 2015: V for Varoufakis
- 2015: Mit wem war Mutti im Bett?
- 2015: Besoffen bei Facebook
- 2015: Baby Got Laugengebäck
- 2015: Ich hab Polizei (als POL1Z1STENS0HN a.k.a. Jan Böhmermann)
- 2016: Be Deutsch!
- 2016: Blasserdünnerjunge macht sein Job (als POL1Z1STENS0HN)
- 2016: Grab US by the Pussy
- 2017: Menschen Leben Tanzen Welt (als Jim Pandzko feat. Jan Böhmermann)
- 2017: Deutschland ist wieder im Reichstag zurück
- 2018: Rainer Wendt (Du bist kein echter Polizist)[137]
- 2018: Recht kommt (K.O. in KA) (als POL1Z1STENS0HN feat. Justice)
- 2018: Alle lieben Capybaras
- 2018: Es gibt keine Nazis in Sachsen (Jan Böhmermann & Maik vom LKA)
- 2018: Wir sind Versandsoldaten (Jan Böhmermann & Der Chor der Scheinselbstständigen)
- 2019: U.S.E. United States of Europe (DEF ERENDUM & Jan Böhmermann)
- 2019: herz und faust und zwinkerzwinker (als POL1Z1STENS0HN)
- 2019: Licht an! Licht an!
- 2020: Zur Not Norbert Röttgen (Jan Böhmermann & Jadebuben)
- 2020: Bürgermeister (als POL1Z1STENS0HN; mit Jahresangabe: 2015–2020)[138]
- 2021: Ischgl-Fieber (Husti Husti Heh!) (als Tommy Tellerlift und die Fangzauner Schneebrunzer)[139]
- 2021: Warum hört der Fahrradweg einfach hier auf?[140]
- 2021: facebook requiem (Socialize the Social Network) (Weltmenschenchor St. Mariä Himmel Hilf, Jan Böhmermann, Annette Dasch & Menderes)
- 2022: Right Time to Thiel[141]
- 2022: Micha (Was hast du mir nur angetan?) (als Jürgen Michaels)[142]
- 2022: TBC (JJBÖ & Jadebuben)[143]
- 2023: Allemagne Zero Points[144]
- 2023: Claus Weselsky (ist immer noch da) (Jan Böhmermann feat. Jadebuben & RTO)[145]
- 2023: Vegesacker Friesenjung (Jan Böhmermann ft. Jadebuben, RTO & popCHORköln)[146]
- 2024: Faschismus is back[147]
- 2024: Vegesack[148]
- 2025: Singen, was ist (Medienkritik) (als Bierwolf Böhmermann)[149]
- 2025: Wir sind die Deutschen Spione[150]

#### Alben
- 2016: Neo Magazine Royal in Concert (feat. William Cohn, Florentin Will, Matthias Krämer)[151]

### Bühnenprogramme
- 2005: Boombastic Fantastic – ein Schmuseabend mit Da Original Shaggä, Comedy
- 2007: Lukas’ Auswärtsspiel, Lesung
- 2008: Lukas’ Auswärtsspiel – Saison 2008/2009, Lesung
- 2009: Lukas’ Rückspiel – Saison 2008/2009, Lesung
- 2009: Alles, alles über Deutschland, Vortragsreise
- 2009: Die ganz große Jan Böhmermann Radio-Show, Comedy
- 2011: Zwei alte Hasen erzählen von früher, Comedy (zusammen mit Klaas Heufer-Umlauf)
- 2014: Schlimmer als Jan Böhmermann, Kabarett/Comedy
- 2018: Fernsehen ist so 2017, Konzert (zusammen mit Rundfunk-Tanzorchester Ehrenfeld)
- 2019: Ehrenfeld ist überall, Konzert (zusammen mit Rundfunk-Tanzorchester Ehrenfeld[152])
- 2023: Ehrenfeld Intergalactic Tour, Konzert (zusammen mit Rundfunk-Tanzorchester Ehrenfeld)
- 2025: Eisern Ehrenfeld, Konzert (zusammen mit Rundfunk-Tanzorchester Ehrenfeld)

### Ausführender Produzent
- 2014–2016: Die unwahrscheinlichen Ereignisse im Leben von …[153]

### Spielfilme
- 2024: Hallo Spencer - Der Film (als Co-Produzent, Co-Autor und Nebendarsteller)[154]

### Gastauftritte
- 2014: Musikvideo Flo Mega – Hinter dem Burnout[155]
- 2016: Musikvideo Beginner – Es war einmal[156]
- 2017: Musikvideo Deine Freunde – Du bist aber groß geworden[157]

### Ausstellung
- 24. November 2017 bis 4. Februar 2018 im NRW-Forum Düsseldorf: „Deuscthland“ [sic!][158][159]
- 4. Mai 2019 bis 19. Juni 2019 im Künstlerhaus Graz: „Deuscthland#ASNCHLUSS#Östereich“ [sic!][160]

## Auszeichnungen und Nominierungen
2009

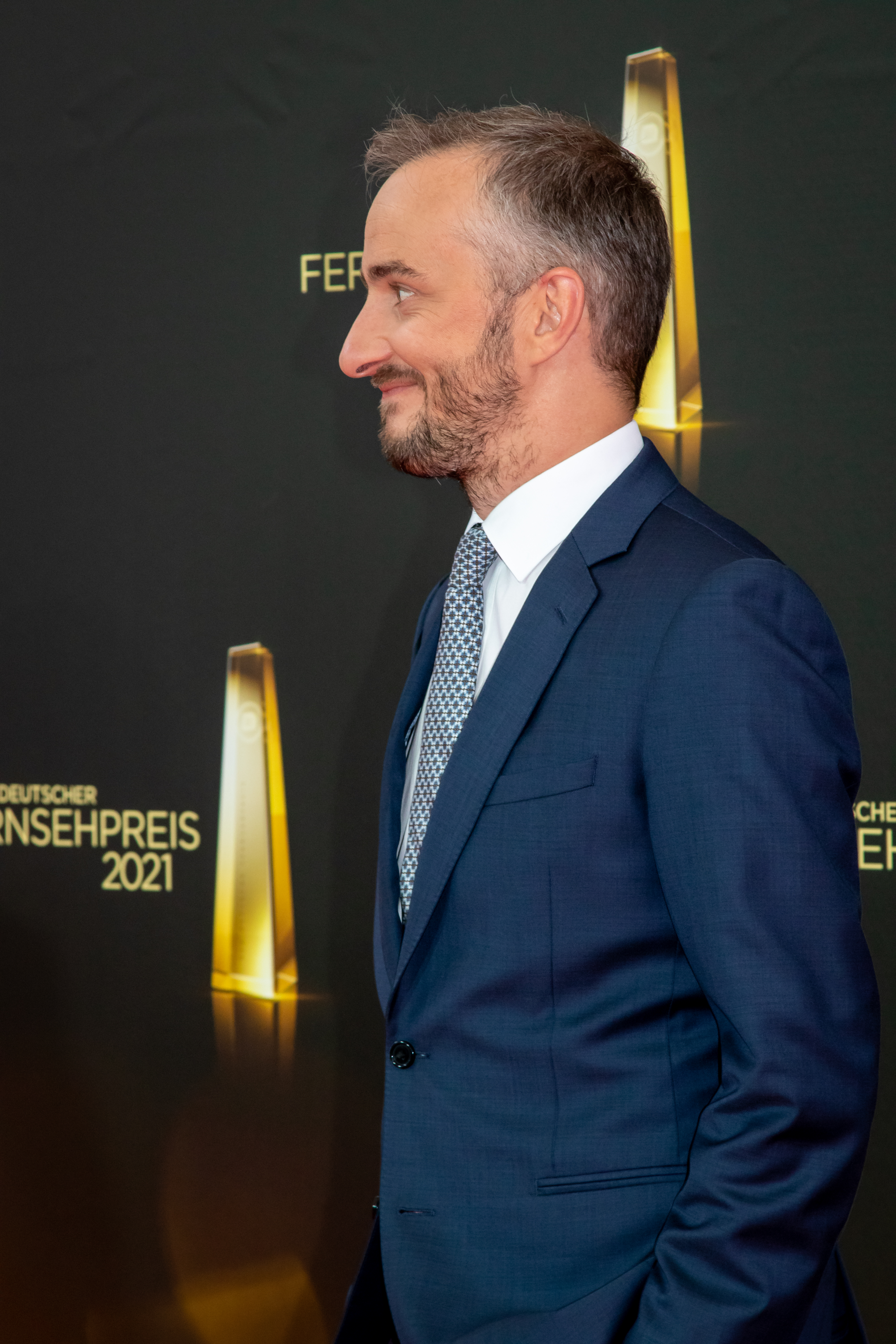
Böhmermann beim Deutschen Fernsehpreis 2021

- Deutscher Fernsehpreis in der Kategorie „Beste Comedy“ für TV-Helden

2013
- Unterhaltungsjournalist des Jahres 2012 (Medium Magazin)
- Nominierung für den Grimme-Preis in der Kategorie „Unterhaltung“ für Roche & Böhmermann

2014
- Grimme-Preis in der Kategorie „Unterhaltung“ für Neo Magazin
- Journalist des Jahres in der Kategorie „Unterhaltung/Kultur“

2016
- Deutscher Fernsehpreis in der Kategorie „Beste Late Night Unterhaltung“ für das Neo Magazin Royale
- Grimme-Preis in der Kategorie „Unterhaltung/Spezial/Innovation“ für den #Varoufake der Sendung Neo Magazin Royale
- Grimme-Ehrenpreis
- Grimme Online Award in der Kategorie „Spezial“
- Nominiert für den deutschen Webvideopreis in der Kategorie „Person of the Year Male“
- Nominiert für den deutschen Webvideopreis in der Kategorie „Best Video of the Year“ für das Musikvideo von Ich hab Polizei
- Quotenmeter-Fernsehpreis in der Kategorie Bester Moderator[161]
- Quotenmeter-Fernsehpreis in der Kategorie Beste Show mit einer Laufzeit von maximal einer Stunde für das Neo Magazin Royale[161]
- Sondermann-Preis für Komische Kunst (Förderpreis)[162]
- Ehrenmitgliedschaft im Art Directors Club[163]
- Journalist des Jahres in der Kategorie „Unterhaltung“, Medium Magazin[164]
- Preis für Popkultur in der Kategorie „Schönste Geschichte“ (Schmähkritik)

2017
- Gewinner der Goldene Kamera Digital Award in der Kategorie #Viraler Clip für Be Deutsch[165]
- Dreifache Nominierung für den Grimme-Preis: Als Host des Neo Magazin Royale in der Kategorie Unterhaltung – Spezial für „#Verafake“ sowie in der Kategorie Unterhaltung – Innovation für die „Einspielerschleife“ aus der Sendung vom 7. April 2016. Außerdem als Produzent für Die unwahrscheinlichen Ereignisse im Leben von …[166]
- Deutscher Fernsehpreis in der Kategorie „Beste Late Night Unterhaltung“ für das Neo Magazin Royale
- Grimme-Preis in der Kategorie „Unterhaltung“ für das Neo Magazin Royale: #verafake / Einspielerschleife (ZDF/ZDFneo)
- Webvideopreis Deutschland für die Webaktion Every Second Counts in der Kategorie Comedy.
- Auszeichnung der Deutschen Akademie für Fernsehen im Bereich Fernsehunterhaltung für Schulz & Böhmermann
- Preis für Popkultur in der Kategorie „Lieblingslied“ (Menschen Leben Tanzen Welt)

2018
- Grimme-Preis in der Kategorie „Unterhaltung“ für das Neo Magazin Royale: Eier aus Stahl – Max Giesinger und die deutsche Industriemusik (ZDF/ZDFneo)[167]
- Romy in der Kategorie Show/Unterhaltung
- Rose d’Or in der Kategorie Entertainer des Jahres

2019
- Grimme-Preis in der Kategorie „Unterhaltung“ für Lass dich überwachen! Die Prism is a Dancer Show (ZDFneo)
- Romy Akademiepreis in der Kategorie „Beste Programmidee“ für Lass dich überwachen! Die Prism is a Dancer Show (ZDFneo)
- Deutscher Comedypreis in der Kategorie Beste Innovation
- Aufnahme in die Mall of Fame in der Lloyd-Passage, Bremen[168]

2021
- Deutscher Fernsehpreis in der Kategorie „Bestes Buch“ gemeinsam mit Markus Hennig und Hanna Herbst für ZDF Magazin Royale[169]
- Hanns-Joachim-Friedrichs-Preis 2021 (Sonderpreis) für das Team des ZDF Magazin Royale[170]

2022
- Deutscher Fernsehpreis in der Kategorie „Bestes Buch Unterhaltung“ gemeinsam mit Hanna Herbst, Nora Nagel und Markus Hennig für ZDF Magazin Royale[171]
- Playboy Mann des Jahres 2022[172]

2023
- Sexist Man Alive 2023 von Emma[173]
- Grimme-Preis in der Kategorie „Unterhaltung“ gemeinsam mit Hanna Herbst, Markus Hennig, Julia Thiel und Constantin Timm für ZDF Magazin Royale[174]

2024
- Deutscher Fernsehpreis in der Kategorie „Beste Unterhaltung Show“ für Lass dich überwachen![175]
- Blauer Panther – TV & Streaming Award in der Kategorie „Entertainment“ als Host und Moderator von Lass dich überwachen![176]